# Mănăstirea Sfântul Gheorghe din Birda
Mănăstirea Sfântul Gheorghe este o mănăstire ortodoxă sârbă din România situată în comuna Birda, județul Timiș.

## Legături externe
- Mănăstirea sârbească „Sfântul Gheorghe“, locul unde se află moaștele sfântului mucenic și icoana făcătoarea de minuni a Maicii Domnului, culturaconstanta.ro, 2019

## Vezi și
- Sava Vuković (episcop)

 Acest articol despre o mănăstire din România este deocamdată un ciot. Puteți ajuta Wikipedia prin completarea lui !